# فلسفة الفيزياء
فلسفة الفيزياء (بالإنجليزية: Philosophy of physics)، هي دراسة الأسئلة والنواحي الفلسفية الأساسية التي تطرحها الفيزياء خصوصا الفيزياء الحديثة، ودراسة المادة والطاقة وكيفية تآثرهما مع بعضهما. أحد أهم الأسئلة الأساسية هي طبيعة الزمان والمكان، الذرات والمذهب الذري. أيضا تنبؤات علم الكون (الكوسمولوجيا) وتفسيرات ميكانيكا الكم، أسس الميكانيكا الإحصائية، السببية، الحتمية، طبيعة القوانين الفيزيائية.
قديما كانت تدرس العديد من هذه القضايا ضمن الميتافيزيقيا (كقضايا السببية والحتمية والزمان والمكان)، لكن هذه القضايا لم تعد مطروحة بشكل نقاش فلسفي بحت بل أصبحت تتعلق بنتائج الفيزياء الحديثة ببعديها النظري والتجريبي فهي تشكل جزءا أساسيا من فلسفة العلوم بل هي المكون الأساسي لهذه الفلسفة وأكثر بحثا وتطورا ضمن فلسفات العلوم الطبيعية.
في الفلسفة، تتعامل فلسفة الفيزياء مع القضايا المفاهيمية والتفسيرية في الفيزياء الحديثة، والتي يتداخل الكثير منها مع البحث الذي أجرته أنواع معينة من علماء الفيزياء النظرية. يمكن تجميع فلسفة الفيزياء على نطاق واسع في ثلاثة مجالات:
- تفسيرات ميكانيكا الكم: تتعلق بشكل أساسي بقضايا كيفية صياغة استجابة مناسبة لمشكلة القياس وفهم ما تقوله النظرية عن الواقع
- طبيعة المكان والزمان: هل المكان والزمان مادة أم أنها علائقية بحتة؟ هل التزامن تقليدي أم نسبي فقط؟ هل عدم التناسق الزمني يمكن اختزاله إلى عدم التناسق الديناميكي الحراري؟
- العلاقات بين النظريات: العلاقة بين النظريات الفيزيائية المختلفة، مثل الديناميكا الحرارية والميكانيكا الإحصائية. وهذا يتداخل مع قضية الاختزال العلمي.

## فلسفة المكان والزمان
يعد وجود وطبيعة المكان والزمان (أو الزمان والمكان) موضوعات مركزية في فلسفة الفيزياء.

### الزمان
الوقت وغالبا ما يعتقد أن يكون كمية الأساسية (أي، الكمية التي لا يمكن تعريفها من حيث الكميات الأخرى)، لأن الوقت يبدو وكأنه المفهوم الأساسي في الأساس، بحيث لا يستطيع المرء تحديد ذلك من حيث أي شيء أكثر بساطة. ومع ذلك، فإن بعض النظريات مثل الجاذبية الكمية الحلقية تدعي أن الزمكان ينشأ. كما قال كارلو روفيلي، أحد مؤسسي الجاذبية الكمية الحلقية: «لا مزيد من الحقول في الزمكان: فقط الحقول الموجودة في الحقول». يتم تحديد الوقت من خلال القياس - بفاصل زمني قياسي. حاليا، والفاصل الزمني القياسي الوقت (وتسمى «التقليدية الثانية يتم تعريف»، أو ببساطة «الثاني»)، و9192631770 التذبذبات من فائق الدقة تمر بمرحلة انتقالية في 133 السيزيوم ذرة. (ISO 31-1). ما هو الوقت وكيف يعمل يتبع التعريف أعلاه. يمكن بعد ذلك دمج الوقت رياضيًا مع الكميات الأساسية من الفضاء والكتلة لتحديد مفاهيم مثل السرعة والزخم والطاقة والمجالات.
اعتقد كل من نيوتن وجاليليو،  وكذلك معظم الناس حتى القرن العشرين، أن الوقت كان هو نفسه للجميع في كل مكان. ويستند هذا المفهوم الحديث من الوقت على اينشتاين الصورة نظرية النسبية ومينكوفسكي الصورة الزمكان، حيث معدلات وقت تشغيل مختلف في الأطر بالقصور الذاتي مرجعية مختلفة، والفضاء والوقت ودمجها في الزمكان. قد يكون الوقت كميًا، حيث يكون الوقت الأصغر نظريًا وفقًا لوقت بلانك. تشير النسبية العامة لأينشتاين بالإضافة إلى الانزياح الأحمر للضوء من انحسار المجرات البعيدة إلى أن الكون بأكمله وربما الزمكان نفسه بدأ منذ حوالي 13.8 مليار سنة في الانفجار العظيم. جعلت نظرية النسبية الخاصة لأينشتاين في الغالب (وإن لم يكن عالميًا) نظريات الوقت حيث يوجد شيء خاص ميتافيزيقي حول الحاضر تبدو أقل منطقية بكثير، حيث يبدو أن الاعتماد على الإطار المرجعي للوقت لا يسمح بفكرة اللحظة الحالية المميزة.

### السفر عبر الزمن
تشير بعض النظريات، وأبرزها النسبية الخاصة والعامة، إلى أن الأشكال الهندسية المناسبة للزمكان، أو أنواعًا معينة من الحركة في الفضاء، قد تسمح بالسفر عبر الزمن إلى الماضي والمستقبل. تشمل المفاهيم التي تساعد مثل هذا الفهم المنحنى الزمني المغلق.
تتنبأ نظرية النسبية الخاصة لألبرت أينشتاين (وبالتالي النظرية العامة) بالتمدد الزمني الذي يمكن تفسيره على أنه سفر عبر الزمن. تنص النظرية على أنه، بالنسبة للمراقب الثابت، يبدو أن الوقت يمر بشكل أبطأ بالنسبة للأجسام التي تتحرك بسرعة أكبر: على سبيل المثال، ستظهر الساعة المتحركة وكأنها تسير ببطء؛ عندما تقترب الساعة من سرعة الضوء، ستظهر عقاربها وكأنها تتوقف عن الحركة تقريبًا. تمت مناقشة تأثيرات هذا النوع من تمدد الوقت بمزيد من التفصيل في «مفارقة التوأم» الشهيرة. على الرغم من أن هذه النتائج يمكن ملاحظتها تجريبياً، إلا أن أحد الجوانب الجوهرية لنظرية أينشتاين هو معادلة قابلة للتطبيق على تشغيل الأقمار الصناعية لنظام تحديد المواقع العالمي (GPS) وأنظمة التكنولوجيا الفائقة الأخرى المستخدمة في الحياة اليومية.
نوع ثان مشابه من السفر عبر الزمن مسموح به من قبل النسبية العامة. في هذا النوع يرى المراقب البعيد أن الوقت يمر بشكل أبطأ بالنسبة لساعة في قاع بئر الجاذبية العميقة، وستشير الساعة التي يتم إنزالها في بئر الجاذبية العميقة وسحبها لأعلى إلى مرور وقت أقل مقارنة بساعة ثابتة بقيت مع المراقب البعيد.
يعتقد الكثير في المجتمع العلمي أن السفر عبر الزمن إلى الوراء غير مرجح إلى حد كبير، لأنه ينتهك السببية  أي منطق السبب والنتيجة. على سبيل المثال، ماذا يحدث إذا حاولت العودة بالزمن إلى الوراء وتقتل نفسك في مرحلة مبكرة من حياتك (أو قتل جدك، مما يؤدي إلى مفارقة الجد)؟ اقترح ستيفن هوكينج ذات مرة أن غياب السائحين عن المستقبل يشكل حجة قوية ضد وجود السفر عبر الزمن — وهو نوع من مفارقة فيرمي، مع المسافرين عبر الزمن بدلاً من الزوار الأجانب.

### الفراغ
الفضاء هو أحد الكميات الأساسية القليلة في الفيزياء، مما يعني أنه لا يمكن تعريفه من خلال كميات أخرى لأنه لا يوجد شيء أساسي معروف في الوقت الحاضر. وهكذا، على غرار تعريف الكميات الأساسية الأخرى (مثل الوقت والكتلة)، يتم تحديد الفضاء من خلال القياس. حاليًا، يُعرَّف الفاصل الزمني القياسي، المسمى بالمتر القياسي أو ببساطة المتر، على أنه المسافة التي يقطعها الضوء في الفراغ خلال فاصل زمني قدره 1/299792458 من الثانية (بالضبط).
في الفيزياء الكلاسيكية، الفضاء هو فضاء إقليدي ثلاثي الأبعاد حيث يمكن وصف أي موقع باستخدام ثلاثة إحداثيات ومعلمات حسب الوقت. تستخدم النسبية الخاصة والعامة الزمكان رباعي الأبعاد بدلاً من الفضاء ثلاثي الأبعاد؛ ويوجد حاليًا العديد من النظريات التخمينية التي تستخدم أكثر من أربعة أبعاد مكانية.

## فلسفة ميكانيكا الكم
ميكانيكا الكم هي محور تركيز كبير للفلسفة المعاصرة للفيزياء، وتحديداً فيما يتعلق بالتفسير الصحيح لميكانيكا الكم. على نطاق واسع جدًا، يحاول الكثير من العمل الفلسفي الذي يتم إجراؤه في نظرية الكم فهم حالات التراكب: خاصية أن الجسيمات لا تبدو فقط في موضع محدد واحد في وقت واحد، ولكنها موجودة في مكان ما «هنا»، وكذلك «هناك» في نفس الوقت. مثل هذه النظرة الراديكالية تقلب العديد من الأفكار الميتافيزيقية للفطرة السليمة رأسًا على عقب. تهدف الكثير من الفلسفة المعاصرة لميكانيكا الكم إلى فهم ما تخبرنا به الشكلية الناجحة تجريبياً لميكانيكا الكم عن العالم المادي.

### تفسير إيفريت
يدعي تفسير إيفريت أو تفسير العوالم المتعددة لميكانيكا الكم أن الوظيفة الموجية لنظام الكم تخبرنا بمزاعم حول حقيقة ذلك النظام المادي. إنه ينفي انهيار الدالة الموجية، ويدعي أن حالات التراكب يجب أن تفسر حرفيًا على أنها تصف واقع العديد من العوالم حيث توجد الأشياء، ولا تشير ببساطة إلى عدم تحديد هذه المتغيرات. يُقال عن هذا أحيانًا على أنه نتيجة طبيعية للواقعية العلمية،  والتي تنص على أن النظريات العلمية تهدف إلى تزويدنا بأوصاف حقيقية للعالم.
إحدى قضايا تفسير إيفريت هي الدور الذي يلعبه الاحتمال في هذا الحساب. تفسير إيفريت حتمي تمامًا، في حين يبدو أن الاحتمال يلعب دورًا لا يمكن تجاوزه في ميكانيكا الكم. جادل الإيفريتيون المعاصرون بأنه يمكن للمرء الحصول على حساب للاحتمال الذي يتبع قاعدة بورن من خلال بعض البراهين النظرية للقرار.
لاحظ الفيزيائي رولان اومنيس أنه من المستحيل التفريق تجريبيًا بين وجهة نظر إيفريت، التي تقول أنه مع تفكيك وظيفة الموجة إلى عوالم متميزة، كل منها موجود بشكل متساوٍ، والنظرة الأكثر تقليدية التي تقول أن الدالة الموجية غير المتماسكة تترك واحدة فقط نتيجة حقيقية فريدة. ومن هنا فإن الخلاف بين الرأيين يمثل «فجوة» كبيرة. «كل سمة من سمات الواقع عادت إلى الظهور في إعادة بنائه من خلال نموذجنا النظري؛ كل سمة باستثناء واحدة: تفرد الحقائق».

### مبدأ عدم اليقين
مبدأ عدم اليقين هو علاقة رياضية تؤكد حدًا أعلى لدقة القياس المتزامن لأي زوج من المتغيرات المترافقة، مثل الموضع والزخم. في شكلية تدوين المشغل، هذا الحد هو تقييم مبدل العوامل المقابلة للمتغيرات.
نشأ مبدأ عدم اليقين كإجابة على السؤال: كيف يمكن قياس موقع الإلكترون حول النواة إذا كان الإلكترون عبارة عن موجة؟ عندما تم تطوير ميكانيكا الكم، كان يُنظر إليها على أنها علاقة بين الأوصاف الكلاسيكية والكمية لنظام باستخدام ميكانيكا الموجات.
في مارس 1927، أثناء عمله في معهد نيلز بور، صاغ فيرنر هايزنبرغ مبدأ عدم اليقين وبالتالي وضع الأساس لما أصبح يعرف باسم تفسير كوبنهاجن لميكانيكا الكم. كان هايزنبرغ يدرس أوراق بول ديراك وباسكوال جوردان. اكتشف مشكلة في قياس المتغيرات الأساسية في المعادلات. أظهر تحليله أن الشكوك، أو عدم الدقة، تظهر دائمًا إذا حاول المرء قياس موضع وزخم الجسيم في نفس الوقت. خلص هايزنبرغ إلى أن هذه الشكوك أو عدم الدقة في القياسات لم تكن خطأ المجرب، ولكنها أساسية في طبيعتها وخصائص رياضية متأصلة للمشغلين في ميكانيكا الكم ناشئة عن تعريفات هؤلاء المشغلين.
على المدى كوبنهاغن تفسير ميكانيكا الكم غالبا ما كانت تستخدم بالتبادل مع وكمرادف لمبدأ الارتياب لهايزنبرج من قبل المنتقدين (مثل اينشتاين والفيزيائي ألفريد لاند) الذين آمنوا الحتمية ورأى السمات المشتركة للنظريات بور-هايزنبرغ كتهديد. في إطار تفسير كوبنهاجن لميكانيكا الكم، تم أخذ مبدأ عدم اليقين ليعني أنه على المستوى الأولي، لا يوجد الكون المادي في شكل حتمي، بل كمجموعة من الاحتمالات، أو النتائج المحتملة. على سبيل المثال، يمكن حساب النمط (التوزيع الاحتمالي) الذي تنتجه ملايين الفوتونات التي تمر عبر شق حيود باستخدام ميكانيكا الكم، لكن المسار الدقيق لكل فوتون لا يمكن التنبؤ به بأي طريقة معروفة. يؤكد تفسير كوبنهاجن أنه لا يمكن التنبؤ به بأي طريقة، ولا حتى باستخدام قياسات دقيقة للغاية من الناحية النظرية.

## تاريخ فلسفة الفيزياء

### الفيزياء الأرسطية
نظرت الفيزياء الأرسطية إلى الكون على أنه كرة ذات مركز. سعت المادة، المكونة من العناصر الكلاسيكية، الأرض، والماء، والهواء، والنار، إلى النزول نحو مركز الكون، أو مركز الأرض، أو بعيدًا عنه. الأشياء الموجودة في الأثير مثل القمر أو الشمس أو الكواكب أو النجوم تدور حول مركز الكون. يتم تعريف الحركة على أنها تغيير في المكان،  أي الفضاء.

### الفيزياء النيوتونية
اُسْتُبْدِلَت البديهيات الضمنية لفيزياء أرسطو فيما يتعلق بحركة المادة في الفضاء في فيزياء نيوتن بواسطة نيوتن قانون الحركة الأول.
| « | يثابر كل جسم في حالته إما من الراحة أو الحركة المنتظمة في خط مستقيم ، إلا بقدر ما يكون مجبرًا على تغيير حالته بواسطة قوى متأثرة. | » |

«كل جسد» يشمل القمر والتفاحة. ويشمل جميع أنواع المواد، الهواء وكذلك الماء، والحجارة، أو حتى اللهب. لا شيء له حركة طبيعية أو متأصلة. الفضاء المطلق هو الفضاء الإقليدي ثلاثي الأبعاد، لانهائي وبدون مركز. أن تكون «في حالة راحة» يعني أن تكون في نفس المكان في الفضاء المطلق بمرور الوقت. وطوبولوجيا وهيكل أفيني الفضاء يجب أن تسمح الحركة في خط مستقيم في سرعة موحدة. وبالتالي يجب أن يكون لكل من المكان والزمان أبعاد محددة ومستقرة.

### لايبنيز
كان جوتفريد فيلهلم ليبنيز، 1646 - 1716، معاصرًا لنيوتن. لقد ساهم بقدر لا بأس به في الإحصائيات والديناميكيات الناشئة من حوله، وغالبًا ما يختلف مع ديكارت ونيوتن. ابتكر نظرية جديدة للحركة (ديناميكيات) تعتمد على الطاقة الحركية والطاقة الكامنة، والتي افترضت أن الفضاء نسبي، بينما كان نيوتن مقتنعًا تمامًا بأن الفضاء مطلق. من الأمثلة المهمة على التفكير الجسدي الناضج لـ لايبنيز هو العينة ديناميكوم لعام 1695.
حتى اكتشاف الجسيمات دون الذرية وميكانيكا الكم التي تحكمها، فإن العديد من أفكار لايبنيز التأملية حول جوانب الطبيعة التي لا يمكن اختزالها في الإحصائيات والديناميكيات لم يكن لها معنى.
لقد توقع ألبرت أينشتاين من خلال المجادلة، ضد نيوتن، بأن المكان والزمان والحركة نسبيان وليسا مطلقين: «أما بالنسبة لرأيي الخاص، فقد قلت أكثر من مرة، أنني أمتلك مساحة لأكون شيئًا نسبيًا فقط، مثل الوقت هو أن أعتبره ترتيبًا للتعايش، لأن الوقت هو ترتيب من التعاقب».

### اقتباسات من عمل أينشتاين عن أهمية فلسفة الفيزياء

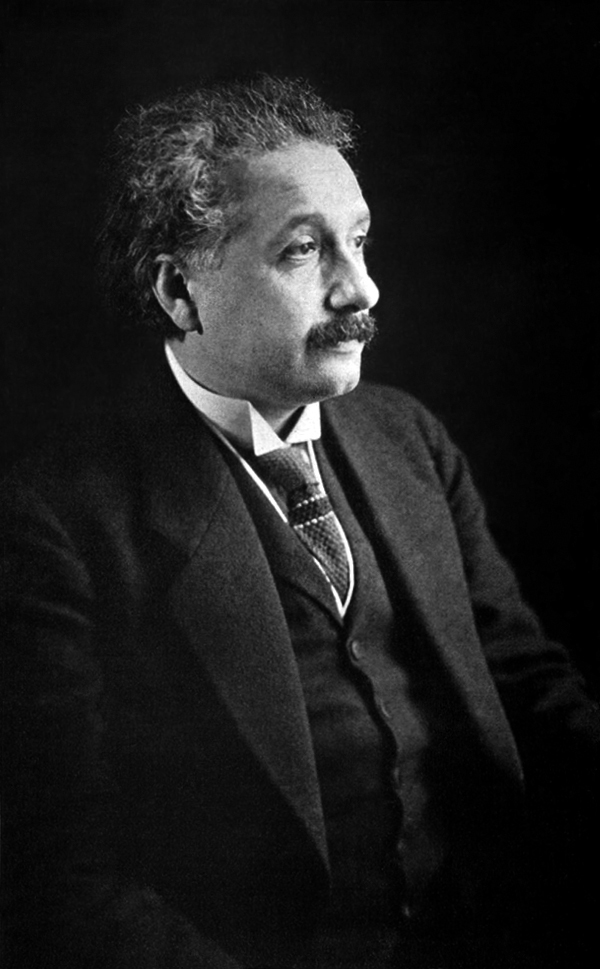
كان أينشتاين مهتمًا بالآثار الفلسفية لنظريته.

كان ألبرت أينشتاين مهتمًا للغاية بالاستنتاجات الفلسفية لعمله. هو يكتب:
«أتفق معك تمامًا بشأن الأهمية والقيمة التعليمية للمنهجية وكذلك تاريخ وفلسفة العلم. الكثير من الناس اليوم - وحتى العلماء المحترفين - يبدون لي وكأنهم شخص رأى آلاف الأشجار لكنه لم يرَ غابة من قبل. تعطي المعرفة بالخلفية التاريخية والفلسفية هذا النوع من الاستقلال عن تحيزات جيله التي يعاني منها معظم العلماء. هذا الاستقلال الذي تم إنشاؤه بواسطة البصيرة الفلسفية هو - في رأيي - علامة على التمييز بين مجرد حرفي أو متخصص والباحث الحقيقي عن الحقيقة». اينشتاين. رسالة إلى روبرت أ.ثورنتون، ٧ ديسمبر ١٩٤٤. EA 61-574.
في مكان آخر:
«كيف يحدث أن يهتم عالم الطبيعة الموهوب بشكل مناسب بنظرية المعرفة ؟ ألا يوجد عمل أكثر قيمة في تخصصه؟ أسمع العديد من زملائي يقولون، وأشعر بذلك من كثيرين آخرين، أنهم يشعرون بهذه الطريقة. لا أستطيع مشاركة هذا الشعور. . . . إن المفاهيم التي أثبتت فائدتها في ترتيب الأشياء تحقق بسهولة مثل هذه السلطة علينا لدرجة أننا ننسى أصولها الأرضية ونقبلها كمعطيات غير قابلة للتغيير. وهكذا يتم ختمها على أنها» ضرورات الفكر"، "المعطيات المسبقة«، إلخ.»
«غالبًا ما يتعذر السير على طريق التقدم العلمي لفترة طويلة بسبب مثل هذه الأخطاء. لهذا السبب، لن تكون لعبة الخمول بأي حال من الأحوال إذا تمرننا على تحليل المفاهيم الشائعة منذ فترة طويلة وعرض [الكشف، الكشف؟ - إد.] تلك الظروف التي يعتمد عليها تبريرها وفائدتها، وكيف نشأوا، بشكل فردي، من معطيات التجربة. وبهذه الطريقة ستنكسر سلطتهم العظيمة». أينشتاين، 1916، «إشعار تذكاري لإرنست ماخ،» مجلة فيزيائية 17: 101–02.

### الطبيعية
- غيبي.
- المنهجية.
- العملية.
- الظواهر، علم الظواهر.
- علم الظواهر (فيزياء الجسيمات).

### فلسفة
- الفيزياء الكلاسيكية.
- وقت فراغ.
- الديناميكا الحرارية والميكانيكا الإحصائية.
- اقتراح.
- جسدي - بدني.
- قانون.
- نظام.
- المادية.
- الفيزياء.
- أرسطو.

### نظرية الكم
- مناظرات بور أينشتاين.
- تجارب آينشتاين الفكرية.
- تفسيرات.
- الميتافيزيقيا.
- التصوف.
- الاختزال.

### النسبية
- عامة.
- خاصة.
- الفراغ.
- النظرية نسبية سلم القياس.
- مساحة فارغة.
- الفضاء العلائقي.
- النظرية العلائقية.
- وقت فراغ.
- الإشراف.
- التناظر في الفيزياء.
- فيزياء.
- الوقت في الفيزياء.

## روابط خارجية
موسوعة ستانفورد للفلسفة:
- " النظريات المطلقة والعلائقية للفضاء والحركة" - نيك هوجيت وكارل هوفر.
- " الوجود والصيرورة في الفيزياء الحديثة " - ستيفن سافيت.
- " عمل بولتزمان في الفيزياء الإحصائية " - جوز أوفينك.
- " تقليدية في التماثل " - ألين جانيس.
- " التفسيرات الفلسفية المبكرة للنسبية العامة " - توماس أ. ريكمان.
- " صياغة إيفريت للحالة النسبية لميكانيكا الكم " - جيفري إيه باريت.
- " تجارب في الفيزياء " - ألان فرانكلين.
- " الشمولية وعدم قابلية الفصل في الفيزياء " - ريتشارد هيلي.
- " العلاقات بين الثيوريات في الفيزياء " - روبرت باترمان.
- " المذهب الطبيعي " - ديفيد بابينو.
- " فلسفة الميكانيكا الإحصائية " - لورانس سكلار.
- " الفيزيائية " دانيال سوجكال.
- " ميكانيكا الكم " - جينان إسماعيل.
- " مبدأ السبب المشترك لريتشنباخ" - فرانك أرتزينوس.
- " الواقعية البنيوية " - جيمس ليدمان.
- " البنيوية في الفيزياء " - هاينز يورجن شميدت.
- "المهام الخارقة - جي بي مانشاك بريان روبرتس.
- " كسر التماثل والتناظر" - كاثرين برادينج وإيلينا كاستيلاني.
- " عدم تناسق الديناميكا الحرارية في الزمن " - كريج كالندر.
- " الوقت " - بقلم نيد ماركوسيان.
- " آلات الزمن " —جون إيرمان، وكريس وثريتش، وجي بي مانشاك.
- " مبدأ عدم اليقين " - جان هيلجيفورد وجوز أوفينك.
- " وحدة العلم " - جوردي كات.